# Adam Baldwin
Adam Baldwin (ur. 27 lutego 1962 w Winnetka) – amerykański aktor filmowy i telewizyjny.

## Życiorys
Urodził się w Winnetka w stanie Illinois, gdzie w 1979 ukończył publiczną szkołę średnią New Trier High School. Rok później otrzymał swoje pierwsze role – tytułową zatrudnionego przez młodszego kolegę do odstraszania szkolnych wrogów Ricky Lindermana w komediodramacie Mój ochroniarz (My Bodyguard, 1980) z debiutującym także Mattem Dillonem oraz jednego z zawodników drużyny pływackiej w dramacie Roberta Redforda Zwyczajni ludzie (Ordinary People, 1980).
Zabrał znakomite recenzje w sugestywnej roli żołnierza o pseudonimie „Zwierzak”, który wiernie kocha wojnę w sensacyjnym dramacie wojennym o wojnie wietnamskiej Stanleya Kubricka Full Metal Jacket (1987).
Do udanych kreacji należy także postać agenta FBI w Czarna lista Hollywood (Guilty by Suspicion, 1991) u boku Roberta De Niro i Annette Bening oraz rola obelżywego ojczyma w dramacie Richarda Donnera Marzyciele, czyli potęga wyobraźni (Radio Flyer, 1992) z Lorraine Bracco, Johnem Heardem i Elijahem Woodem.
Pojawił się w westernie Lawrence'a Kasdana Wyatt Earp (1994) jako Tom McLaury i dreszczowcu Rolanda Emmericha Dzień niepodległości (Independence Day, 1996) w roli majora Mitchella u boku Willa Smitha, Billa Pullmana, Jeffa Goldbluma i Jamesa Duvala.
Tytułowa podwójna rola w telewizyjnej adaptacji powieści Roberta Louisa Stevensona Doktor Jekyll i pan Hyde (Dr. Jekyll and Mr. Hyde, 1999) przyniosła mu nominację do nagrody Video Premiere.

### Życie prywatne
W 1988 ożenił się z Ami Julius. Mają troje dzieci: dwie córki – Zoey (ur. 1990) i Jeselle (ur. 1992) oraz syna Devlina Sheparda (ur. 17 października 1996).
Pomimo identycznego nazwiska nie jest w żaden sposób spokrewniony ze sławną aktorską rodziną Baldwinów.

## Wybrana filmografia
| Rok  | Film                                                               | Rola                       | Reżyser                       |
| ---- | ------------------------------------------------------------------ | -------------------------- | ----------------------------- |
| 1980 | Moja ochrona (My Bodyguard)                                        | Ricky Linderman            | Tony Bill                     |
| 1980 | Zwyczajni ludzie (Ordinary People)                                 | Kevin Stillman             | Robert Redford                |
| 1983 | Taksiarze z Waszyngtonu (D.C. Cab)                                 | Albert Hockenberry         | Joel Schumacher               |
| 1984 | Buntownik z Eberton (Reckless)                                     | Randy Daniels              | James Foley                   |
| 1984 | Off Sides (Pigs Vs. Freaks, TV)                                    | Mickey South               | Dick Lowry                    |
| 1985 | Trujący bluszcz (Poison Ivy, TV)                                   | Ike Dimick                 | Larry Elikann                 |
| 1985 | NBC Special Treat: Out of Time                                     | Otto Frommer               | Michael Schweitzer            |
| 1986 | 3:15 – godzina kobry (3:15)                                        | Jeff Hannah                | Larry Gross                   |
| 1986 | Źli faceci (Bad Guys)                                              | Skip Jackson               | Joel Silberg                  |
| 1986 | Welcome Home, Bobby' (TV)                                          | Cleary Biggs               | Herbert Wise                  |
| 1987 | Pełny magazynek (Full Metal Jacket)                                | sierżant „Zwierzęca Matka” | Stanley Kubrick               |
| 1987 | Hadley's Rebellion (TV)                                            | Bobo McKenzie              | Fred Walton                   |
| 1988 | Czekoladowa wojna (The Chocolate War)                              | Bill Carter                | Keith Gordon                  |
| 1989 | Cohen i Tate (Cohen and Tate)                                      | Tate                       | Eric Red                      |
| 1989 | Prawo krwi (Next of Kin)                                           | Joey Rosselini             | John Irvin                    |
| 1990 | Predator 2: Starcie w miejskiej dżungli (Predator 2)               | Garber                     | Stephen Hopkins               |
| 1991 | Czarna lista Hollywood (Guilty by Suspicion)                       | agent FBI                  | Irwin Winkler                 |
| 1991 | Morderstwo na wysokości (Murder in High Places, TV)                |                            | John Byrum                    |
| 1992 | Dokąd zawiedzie cię dzień (Where the Day Takes You)                | policjant Black            | Marc Rocco                    |
| 1992 | Cruel Doubt (TV)                                                   | detektyw John Taylor       | Yves Simoneau                 |
| 1992 | Marzyciele, czyli potęga wyobraźni (Radio Flyer)                   | Król                       | Richard Donner                |
| 1992 | Idealne zniknięcie (Deadbolt, TV)                                  | Alec Danz                  | Douglas Jackson               |
| 1993 | Gorzkie żniwa (Bitter Harvest)                                     | Bobby                      | Duane Clark                   |
| 1993 | Zimny pot (Cold Sweat)                                             | Mitch                      | Gail Harvey                   |
| 1993 | Ścigani przez strach (Treacherous)                                 | Tommy Wright               | Kevin Brodie                  |
| 1993 | 800 mil z biegiem Amazonki (Eight Hundred Leagues Down the Amazon) | Koja                       | Luis Llosa                    |
| 1993 | The Last Shot (krótkometrażowy TV)                                 | Mark Tullis Jr.            | Deborah Amelon                |
| 1994 | Wyatt Earp                                                         | Tom McLaury                | Lawrence Kasdan               |
| 1994 | Ślepa sprawiedliwość (Blind Justice, TV)                           | sierżant Hastings          | Richard Spence                |
| 1995 | Skrawki życia (How to Make an American Quilt)                      | Ojciec Finn                | Jocelyn Moorhouse             |
| 1995 | Wirtualni wojownicy (Digital Man)                                  | kapitan West               | Phillip J. Roth               |
| 1995 | Zabójcza intryga (Trade Off, TV)                                   | Thomas Hughes              | Andrew Lane                   |
| 1995 | Skalpel (Sawbones, TV)                                             | detektyw Burt Miller       | Catherine Cyran               |
| 1995 | Shadow-Ops (TV)                                                    | Dalt                       | Craig R. Baxley               |
| 1995 | Lover's Knot                                                       | John Reed                  | Peter Shaner                  |
| 1996 | Dzień Niepodległości (Independence Day)                            | major Mitchell             | Roland Emmerich               |
| 1996 | Między niebem a ziemią (Smoke Jumpers, TV)                         | Don Mackey                 | Dick Lowry                    |
| 1997 | Pogromcy umysłów (Starquest II)                                    | Lee                        | Fred Gallo                    |
| 1998 | Gargantua                                                          | dr Jack Ellway             | Bradford May                  |
| 1998 | Śledząc śmierć (Indiscreet, TV)                                    | Jeremy Butler              | Marc Bienstock                |
| 2000 | Dr Jekyll i Mr Hyde (Dr. Jekyll & Mr. Hyde, TV)                    | Dr Jekyll / Mr. Hyde       | Colin Budds                   |
| 2000 | Patriota (The Patriot)                                             | kpt. Wilkins               | Roland Emmerich               |
| 2000 | Przynęta (The Right Temptation)                                    | kapitan Wagner             | Lyndon Chubbuck               |
| 2001 | Jackpot                                                            | Mel James                  | Michael Polish                |
| 2001 | Żegnaj, kochanie (Farewell, My Love)                               | Jimmy, barman              | Randall Fontana               |
| 2001 | Podwójny chwyt (Double Bang)                                       | Vinnie Krailes             | Heywood Gould                 |
| 2001 | Nade wszystko (Above and Beyond)                                   | Peter Clerkin              | Stuart Alexander              |
| 2001 | Pursuit of Happiness                                               | Chad Harmon                | John Putch                    |
| 2002 | The Keyman                                                         | Chris Myers/Keyman         | Daniel Millican               |
| 2002 | Hyperdźwiękowy (Hyper Sonic)                                       | Christopher Bannon         | Phillip J. Roth               |
| 2003 | Zdrada (Betrayal)                                                  | Stan Winston               | Mark L. Lester                |
| 2003 | Czynnik kontroli (Control Factor, TV)                              | Lance Bishop               | Nelson McCormick              |
| 2003 | Gacy                                                               | John Gacy, Sr.             | Clive Saunders                |
| 2003 | Producenci potworów (Monster Makers, TV)                           | Jay Forrest                | David S. Cass Sr.             |
| 2004 | Evil Eyes                                                          | Jeff Stenn                 | Mark Atkins                   |
| 2004 | Mistrzyni (The Freediver)                                          | dr Viades                  | Alki David                    |
| 2005 | Serenity                                                           | Jayne Cob                  | Joss Whedon                   |
| 2005 | Posejdon (The Poseidon Adventure)                                  | Mike Rogo                  | John Putch                    |
| 2007 | Superman: Doomsday                                                 | Superman (głos)            | Lauren Montgomery, Bruce Timm |

### seriale TV

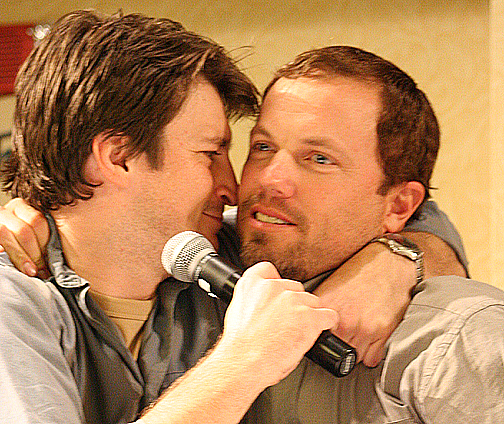
Nathan Fillion i Adam Baldwin.

- 1996–97: Przylądek (The Cape) jako pułkownik Jack Riles
- 1998: From the Earth to the Moon jako astronauta Fred Haise
- 2000–05: Przygody Jackie Chana (Jackie Chan Adventures) jako Finn (głos)
- 2001–02: Z Archiwum X (The X Files) jako Knowle Rohrer
- 2001-2003: The Zeta Project jako Sven (głos)
- 2007–12: Chuck jako John Casey
- 2002–03: Firefly jako Jayne Cobb
- 2014–18: Ostatni okręt (The Last Ship) jako Mike Slattery, zastępca dowódcy okrętu